# Euthalia ottonis
Euthalia ottonis är en fjärilsart som beskrevs av Hans Fruhstorfer 1899. Euthalia ottonis ingår i släktet Euthalia och familjen praktfjärilar. Inga underarter finns listade i Catalogue of Life.